# Aprostoma mroczkowskii
Aprostoma mroczkowskii là một loài bọ cánh cứng trong họ Zopheridae. Loài này được Slipinski & Pal miêu tả khoa học năm 1997.